# RFL Championship 1919-20
La Northern Rugby Football Union Championship de 1919-20 fue la vigésimo quinta temporada del torneo de rugby league más importante de Inglaterra.

## Formato
Las divisiones 1 y 2 fueron combinadas, enfrentándose a nivel de los condados de Lancashire y Yorkshire y posteriormente confeccionado una tabla global, esto provocó que los equipos enfrentaran una cantidad desigual de encuentros.
Posteriormente los cuatro mejores clasificados según el porcentaje de victorias clasificaron a las semifinales.
Se otorgaron 2 puntos por cada victoria, 1 por el empate y 0 por la derrota.

## Desarrollo

### Tabla de posiciones
| Pos. | Equipo               | Encuentros | Encuentros | Encuentros | Encuentros | Tantos | Tantos | Puntos | Porcentaje de triunfos |
| Pos. | Equipo               | PJ         | PG         | PE         | PP         | F      | C      | Puntos | Porcentaje de triunfos |
| ---- | -------------------- | ---------- | ---------- | ---------- | ---------- | ------ | ------ | ------ | ---------------------- |
| 1    | Huddersfield         | 34         | 29         | 0          | 5          | 759    | 215    | 58     | 85.29                  |
| 2    | Hull                 | 34         | 25         | 1          | 8          | 587    | 276    | 51     | 75                     |
| 3    | Leeds                | 32         | 23         | 0          | 9          | 445    | 208    | 46     | 71.87                  |
| 4    | Widnes Vikings       | 30         | 21         | 1          | 8          | 250    | 115    | 43     | 71.67                  |
| 5    | Barrow Raiders       | 32         | 22         | 1          | 9          | 477    | 202    | 45     | 70.31                  |
| 6    | Halifax RLFC         | 34         | 23         | 1          | 10         | 390    | 168    | 47     | 69.12                  |
| 7    | Rochdale Hornets     | 34         | 22         | 1          | 11         | 363    | 203    | 45     | 66.18                  |
| 8    | Oldham RLFC          | 34         | 21         | 1          | 12         | 333    | 226    | 43     | 63.23                  |
| 9    | Dewsbury Rams        | 32         | 18         | 2          | 12         | 299    | 262    | 38     | 59.37                  |
| 10   | Warrington           | 30         | 15         | 2          | 13         | 236    | 198    | 32     | 53.33                  |
| 11   | St Helens Recs       | 28         | 13         | 3          | 12         | 329    | 196    | 29     | 51.79                  |
| 12   | Batley Bulldogs      | 32         | 15         | 2          | 15         | 223    | 319    | 32     | 50                     |
| 13   | Wigan                | 32         | 15         | 1          | 16         | 281    | 266    | 31     | 48.44                  |
| 14   | Leigh                | 28         | 12         | 2          | 14         | 175    | 228    | 26     | 46.43                  |
| 15   | Salford              | 32         | 14         | 1          | 17         | 202    | 269    | 29     | 45.31                  |
| 16   | St. Helens           | 30         | 12         | 2          | 16         | 278    | 285    | 26     | 43.33                  |
| 17   | Swinton Lions        | 30         | 12         | 1          | 17         | 201    | 274    | 25     | 41.67                  |
| 18   | Wakefield Trinity    | 32         | 11         | 4          | 17         | 229    | 494    | 26     | 40.62                  |
| 19   | Hull Kingston Rovers | 32         | 10         | 2          | 20         | 250    | 325    | 22     | 34.37                  |
| 20   | Bramley RLFC         | 30         | 8          | 4          | 18         | 163    | 372    | 20     | 33.33                  |
| 21   | York FC              | 30         | 8          | 1          | 21         | 213    | 422    | 17     | 28.33                  |
| 22   | Hunslet FC           | 34         | 9          | 0          | 25         | 167    | 384    | 18     | 26.47                  |
| 23   | Broughton Rangers    | 32         | 7          | 2          | 23         | 184    | 460    | 16     | 25                     |
| 24   | Bradford Northern    | 32         | 7          | 1          | 24         | 177    | 479    | 15     | 23.44                  |
| 25   | Keighley Cougars     | 32         | 6          | 0          | 26         | 106    | 471    | 12     | 18.75                  |

|  | Semifinalistas. |

### Semifinales
| 1920 | Huddersfield | 7 - 5 | Widnes |  |  |

| 1920 | Hull | 11 - 0 | Leeds |  |  |

### Final
| 1920 | Huddersfield | 2 - 3 | Hull |  |  |

| Bandera de Inglaterra |
| Campeón Hull FC       |
| Primer título         |